# L'incredibile storia di Winter il delfino 2
(Sawyer)
L'incredibile storia di Winter il delfino 2 (Dolphin Tale 2) è un film del 2014 diretto da Charles Martin Smith, sequel del film L'incredibile storia di Winter il delfino, basato sulla storia del delfino Winter.

## Trama
Sono passati quattro anni da quando Winter è stata salvata lungo le coste della Florida e curata presso il Clearwater Marine Hospital con l'installazione di una coda protesica. A un certo punto un'altra delfina di nome Panama, che viveva da tempo nella stessa vasca di Winter e che Winter considerava ormai come una madre adottiva, muore di vecchiaia. Winter incomincia quindi ad essere svogliata e scorbutica con gli addetti dell'ospedale marino, che pensano di risolvere il problema trovandole una nuova compagna. L'occasione si crea quando all'ospedale arriva una delfina molto piccola, che non ha potuto imparare a catturare i pesci in mare aperto a causa della morte prematura della madre e che perciò dovrà vivere per sempre in cattività. La delfina viene chiamata Hope e, dopo la riabilitazione, viene introdotta nella vasca di Winter: le due delfine si accettano reciprocamente al secondo tentativo (il primo era fallito in quanto erano state fatte incontrare mentre Winter non montava la sua coda protesica ed Hope era rimasta spaventata vedendola senza coda), evitando quindi che Winter venisse trasferita in un acquario in Texas, come sarebbe dovuto accadere se la situazione non fosse migliorata. La vasca della delfina viene quindi riaperta al pubblico.

## Riconoscimenti
- 2015 - Young Artist Awards[1]
  - Nomination Miglior performance in un film - Giovane attore protagonista a Nathan Gamble
  - Nomination Miglior performance in un film - Giovane attrice protagonista a Cozi Zuehlsdorff